# Jänschwalde kraftverk

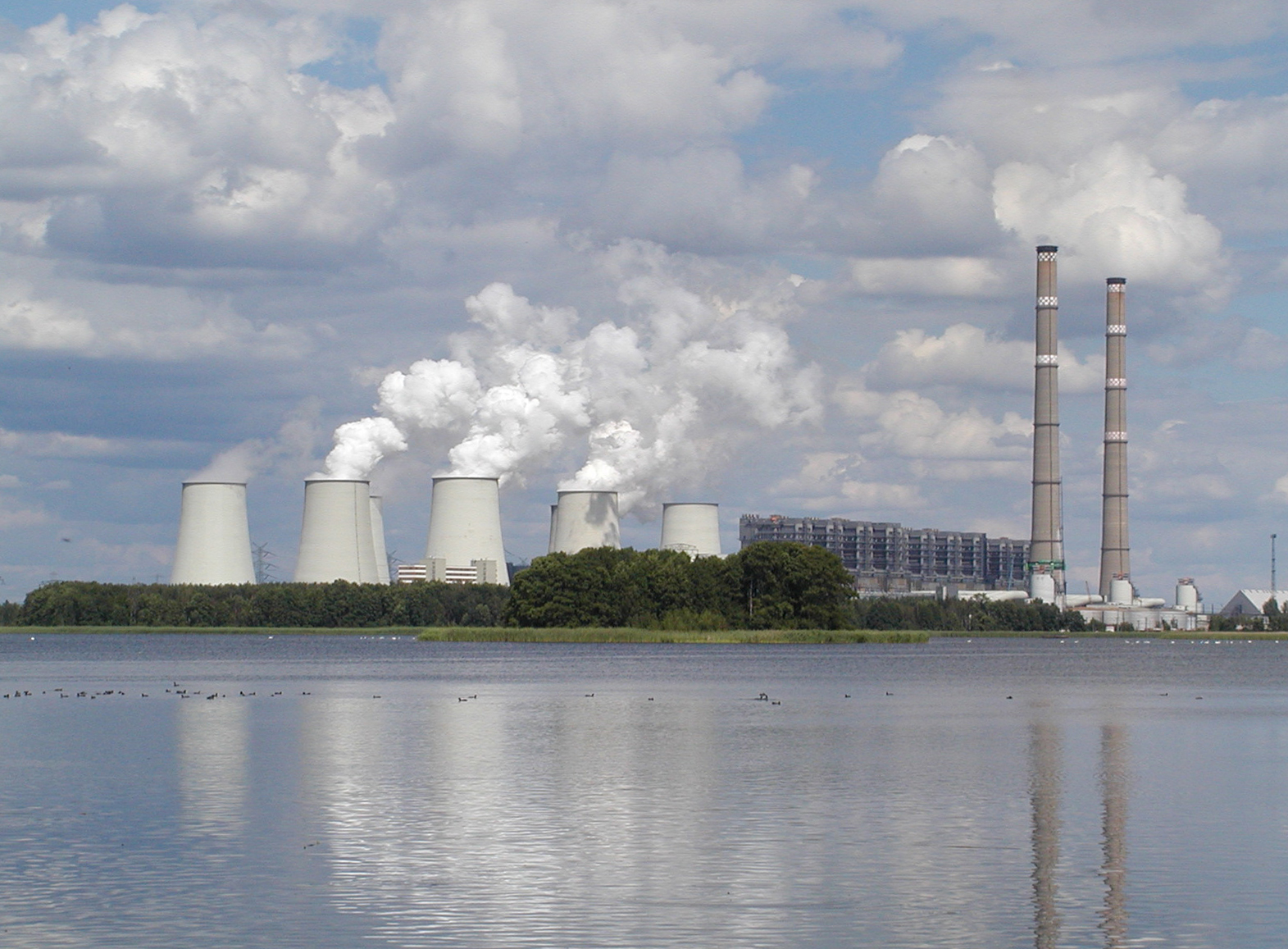
Kraftverket Jänschwalde

Jänschwalde kraftverk är ett tyskt kolkraftverk nära orten Jänschwalde i Brandenburg, vid den tysk-polska gränsen. Det byggdes mellan 1976 och 1989 och ägs numera av Vattenfall AB. Jänschwalde har en total eleffekt på 3 000 MW, uppdelat på sex stycken block om 500 MW vardera, och är med det ett av Tysklands största kraftverk.
Bränslet som används är brunkol som bryts i två närliggande dagbrott. Vid fullast förbrukas ca 82 000 ton kol per dygn. Efter elproduktionen kyls det mesta av värmen bort i kraftverkets kyltorn men en del utnyttjas som fjärrvärme och till den fiskodling som sker i bassänger på området.
Jänschwalde rankades 2005 av WWF som Europas femte smutsigaste kraftverk, sett till koldioxidutsläpp. Vattenfall har sedan övertagandet i början av 2000-talet satsat på både effektivisering av kraftverket och bättre rökgasrening för att få ner utsläppen. En undersökning gjord av EU-kommissionen visade dock 2014 att Jänschwalde hamnade på fjärde plats bland de kraftverk i Europa som släpper ut mest koldioxid.